# Partamona mourei
Partamona mourei är en biart som beskrevs av Camargo 1980. Partamona mourei ingår i släktet Partamona och familjen långtungebin. Inga underarter finns listade i Catalogue of Life.